# Frico Kafenda
Frico Kafenda (2. listopadu 1883, Mošovce, Uhersko – 3. září 1963, Bratislava) byl slovenský hudební skladatel a pedagog. Mezi jeho žáky ve hře na klavír patřil i slovenský hudební skladatel Eugen Suchoň.

## Životopis
Po studiích působil v Německu jako dirigent, nicméně po první světové válce se vrátil na Slovensko. Pokusil se napsat slovenskou národní operu, ale kvůli propuknuvší první světové válce zůstalo jeho dílo nedokončeno. Narukoval a v roce 1915 padl do ruského zajetí, kde skicoval budoucí Smyčcové kvarteto G dur, které je zobrazením jeho osobních zážitků ze zajateckého života. Po 1. světové válce se vrátil na Slovensko a stal sa jednou z vedoucích osobností hudebního života. Byl ředitelem Hudební školy v Bratislavě, byl jmenován lektorem hudby na Filozofické fakultě Univerzity Komenského v Bratislavě. Složil cyklus Tři mužské sbory (Išli hudci horou, Sedemdesiat sukieň mala). Poslední z jeho písní je Pieseň vďaky na Plávkova slova, kde vyjadřuje pocity radosti nad vítězným ukončením války. Zemřel v roce 1963 v Bratislavě.

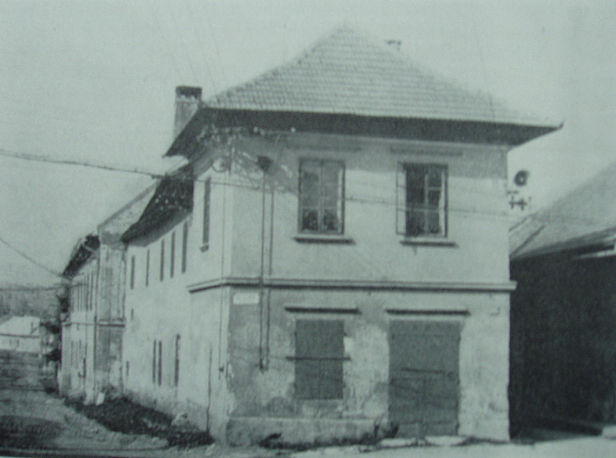
Asanovaný rodný dům Frice Kafendy v Krčméryho ulici